# João Galo
João António Silva Duarte Galo (Almada, 23 ottobre 1961) è un ex calciatore portoghese, di ruolo difensore.

## Carriera

### Club
Durante la sua carriera ha giocato principalmente con il Belenenses, con cui conta 109 presenze ed una rete.

### Nazionale
Conta una presenza con la Nazionale portoghese.